# Eriogonum covilleanum
Eriogonum covilleanum är en slideväxtart som beskrevs av Alice Eastwood. Eriogonum covilleanum ingår i släktet Eriogonum och familjen slideväxter. Inga underarter finns listade i Catalogue of Life.